# Pheidole bula
Pheidole bula là một loài kiến thuộc chi Pheidole, được phát hiện tại Fiji, và công bố bởi E. M. Sarnat năm 2008.